# Jean Toomer

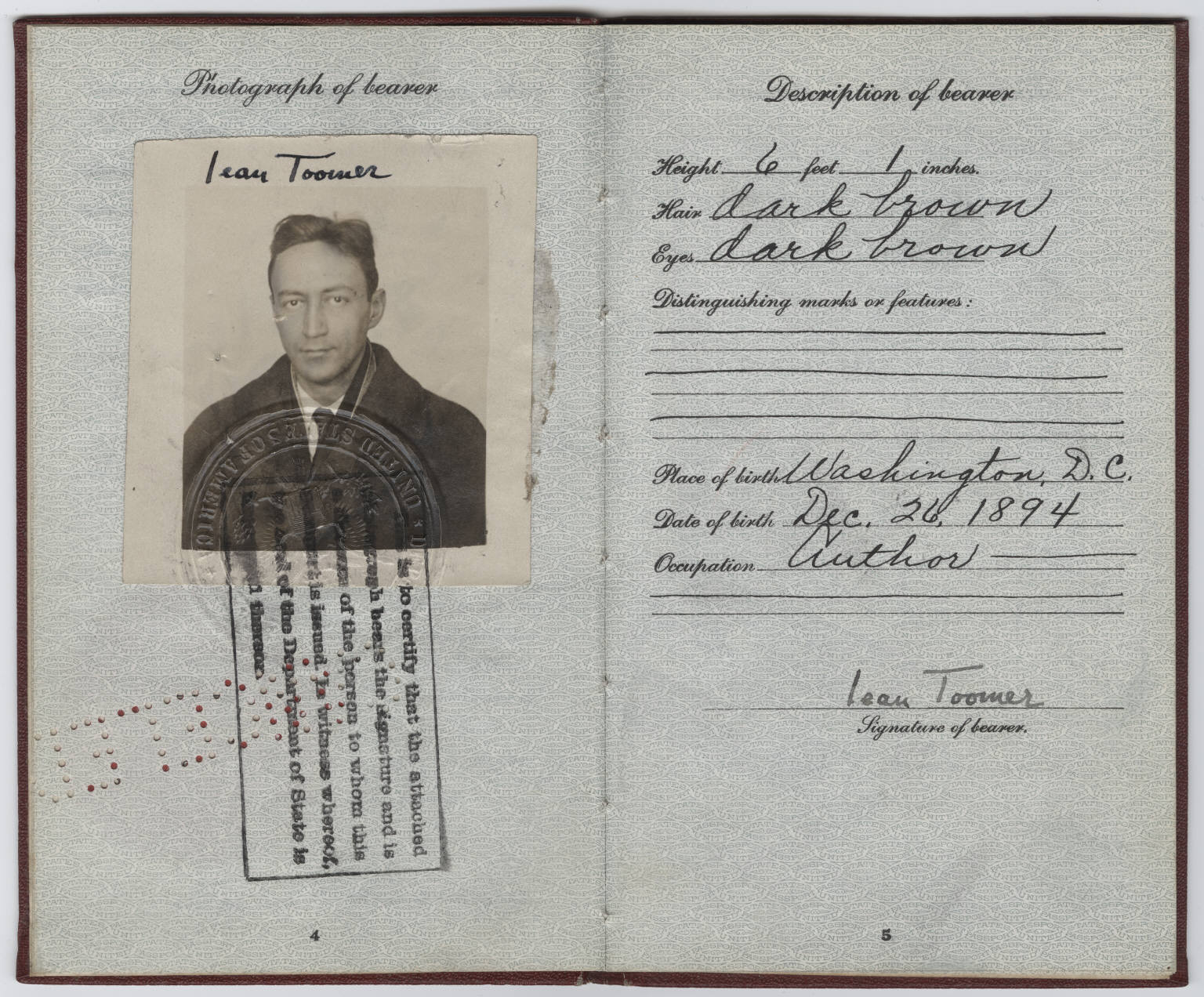
Pasaporte de Jean Toomer (1926)

Jean Toomer (Washington D. C., 1894 - Doylestown, Pensilvania, 1967) fue un escritor  estadounidense, miembro influyente del Renacimiento de Harlem durante las décadas de 1920 y 1930. Su innovadora novela Cane (1923) constituyó uno de los primeros signos de que había una nueva energía en las artes y la literatura afroamericanas.